# Lijst van voetbalinterlands Marokko - Rusland
Deze lijst van voetbalinterlands is een overzicht van alle officiële voetbalwedstrijden tussen de nationale teams van Marokko en Rusland. De landen speelden tot op heden een keer tegen elkaar: een vriendschappelijke wedstrijd op 6 juni 2014 in Moskou. Voor het Russisch voetbalelftal was dit een oefenwedstrijd in de aanloop naar het Wereldkampioenschap voetbal 2014.

## Wedstrijden
| № | Plaats | Datum       | Competitie        | Wedstrijd         | Uitslag |
| - | ------ | ----------- | ----------------- | ----------------- | ------- |
| 1 | Moskou | 6 juni 2014 | Vriendschappelijk | Rusland – Marokko | 2 – 0   |

## Samenvatting
| Competitie        | Totaal gespeeld | Winst Marokko | Gelijk | Winst Rusland | Doelsaldo Marokko – Rusland |
| ----------------- | --------------- | ------------- | ------ | ------------- | --------------------------- |
| Vriendschappelijk | 1               | 0             | 0      | 1             | 0 − 2                       |
| Totaal            | 1               | 0             | 0      | 1             | 0 − 2                       |

## Details

### Eerste ontmoeting
| Rusland                                  | 2 – 0 | Marokko |
| Vasili Berezoetski 29' Joeri Zjirkov 58' | goals |         |